# Caut casă...
Caut casă... este o operă literară scrisă de Ion Luca Caragiale.